# دنیل هولی
دنیل هولی (انگلیسی: Daniel Hollie؛ زادهٔ ۳ اکتبر ۱۹۷۷) کشتی‌گیر کشتی حرفه‌ای اهل ایالات متحده آمریکا است.